# Albert Ier de Vermandois
Pour les articles homonymes, voir Albert Ier.
Albert Ier ou Adalbert de Vermandois dit le Pieux, né entre 931 et 934, mort le 8 septembre 987, fut comte de Vermandois de 945 à 987. Il était fils d’Herbert II, comte de Vermandois, et d’Adèle de France.

## Biographie
Il ne reçoit le comté de Vermandois et l'abbatiat laïc de l'abbaye de Saint-Quentin qu’au moment du partage des terres de son père par Hugues le Grand bien après la mort de ce dernier.
Il soutient son frère Hugues pour que celui-ci conserve l’évêché de Reims, mais abandonne la lutte en 949 quand ce dernier est définitivement débouté de ses prétentions. Il se soumet alors au roi Louis IV de France et devient un de ses partisans. À la mort de Louis V, il s’oppose à l’élection d’Hugues Capet, mais doit se soumettre. Il meurt peu après.

## Mariage et enfants
Vers 950, il épouse Gerberge (935-978), fille de Gislebert, duc de Lotharingie, et de Gerberge de Saxe laquelle épouse en secondes noces le roi Louis IV. Ils ont les enfants suivants :
- Herbert III, comte de Vermandois ;
- Otton, qui est probablement le même que le fondateur du comté de Chiny ;
- Liudolph (v.957 † av.986), évêque de Noyon ;

## Sources
- Christian Settipani, La Préhistoire des Capétiens (Nouvelle Histoire généalogique de l'auguste maison de France, vol. 1), Villeneuve-d'Ascq, éd. Patrick van Kerrebrouck, 1993, 545 p. (ISBN 978-2-95015-093-6).